# シモン・ロドリゲス

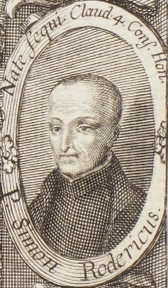
シモン・ロドリゲス

シモン・ロドリゲス（葡：Simão Rodrigues, 1510年 - 1579年6月15日）は、16世紀ポルトガルのカトリック司祭・神学者・聖職者。イエズス会創立者の1人。

## 生涯
1532年、パリ大学在学中にイグナチオ・デ・ロヨラと出会い、1534年8月15日にロヨラ、ディエゴ・ライネス、フランシスコ・ザビエル、ピエール・ファーヴル、アルフォンソ・サルメロン、ニコラス・ボバディリャと共にモンマルトルの丘に登り7人で誓願を立て、イエズス会創立者の1人となった。
翌1535年に病気のためロヨラが一時離脱すると、指導代行のファーヴルについて勉強を続け、1536年11月に修士号を取得してパリを旅立ち、1537年1月にヴェネツィアでロヨラと再会した。それからローマへ行き、ローマ教皇パウルス3世から祝福を授けられ、ヴェネツィアへ戻り6月24日に司祭に叙階された。
誓願で目標にした聖地エルサレム巡礼が不可能になったため、北イタリアでそれぞれグループに分かれて説教活動することになり、クロード・ル・ジェと共にフェラーラへ行き、パドヴァにも行き布教に尽くした。1540年にはポルトガル王ジョアン3世の宣教師派遣要請に応じたロヨラにより、初めボバディリャと共にインドのゴアへ派遣される宣教師に選ばれ、直前に重病に倒れたボバディリャの代わりに派遣されたザビエルと共にリスボンに到着したが、ジョアン3世の要請でロドリゲスはポルトガルに残り、ザビエルは単独でゴアへ向かった。
ポルトガルでは後進の指導に当たり、コインブラでコレギウム（学院）を設立、学生たちを受け入れポルトガルにおけるイエズス会発展に功績を挙げた。1541年のイエズス会総長選出でロヨラを支持して初代総長に選出させ、ポルトガル管区長になったが、次第にイエズス会本部と対立するようになり、退会の危機も噂される中でロヨラに説得され、イエズス会の初期の歴史書『イエズス会の起源と発展』の編纂に取り組みイエズス会に留まった（本は1869年に出版）。1553年に管区長を辞任、1579年に死去。